# Кинофестиваль в Авориазе 1988 года
XVI Международный фестиваль фантастического кино в Авориазе (фр. Le 16eme edition du Festival international du film fantastique d’Avoriaz) проходил во французских Альпах (Франция) 16-24 января 1988 года.

## Жюри
- Сидни Люмет (Sidney Lumet) — президент
- Валериан Боровчик (Walerian Borowczyk)
- Эли Шураки (Elie Chouraqui)
- Софи Демаре (Sophie Desmarets)
- Джон Ирвин (John Irvin)
- Валери Каприски ((Valérie Kaprisky))
- Го Нагаи (Go Nagai)
- Жак Руффио (Jacques Rouffio)
- Александр Траунер (Alexandre Trauner)
- Владимир Волкофф
- Ламбер Вильсон (Lambert Wilson)
- Майкл Йорк (Michael York)

## Лауреаты
- Гран-при: «Скрытый враг» (Hidden, The), США, 1987, режиссёр Джек Шолдер
- Спец. приз жюри: «История китайских привидений» (Chinese Ghost Story, The), Гонконг, 1987. режиссёр Чинь Сютинь
- Приз совершенства за спецэффекты (Prix d’excellence pour les effets spéciaux): «Робот-полицейский» (Robocop), США, 1987, режиссёр Пауль Верхувен
- Приз критики: «Князь тьмы (Prince of Darkness, The), США, 1987, режиссёр Джон Карпентер
- Приз Совета по звуку и свету (Prix de la C.S.T.): „Робот-полицейский“ (Robocop), США, 1987, режиссёр Пауль Верхувен
- Приз в разделе „страх“ (Prix section peur) : „Восставший из ада“ (Hellraiser), США, 1987, режиссёр Клайв Баркер
- Специальное упоминание»: Хосе-Мария Сивит (José-Maria Civit) за операторскую работу в фильме «Мучение», Испания, 1987, режиссёр Бигас Луна
- Приз «Золотая антенна»: «Принцесса-невеста» (Princess Bride, The), США, 1987, режиссёр Роб Райнер